# Erythronium montanum
Erythronium montanum är en liljeväxtart som beskrevs av Sereno Watson. Erythronium montanum ingår i Hundtandsliljesläktet och i familjen liljeväxter. Inga underarter finns listade.

## Bildgalleri

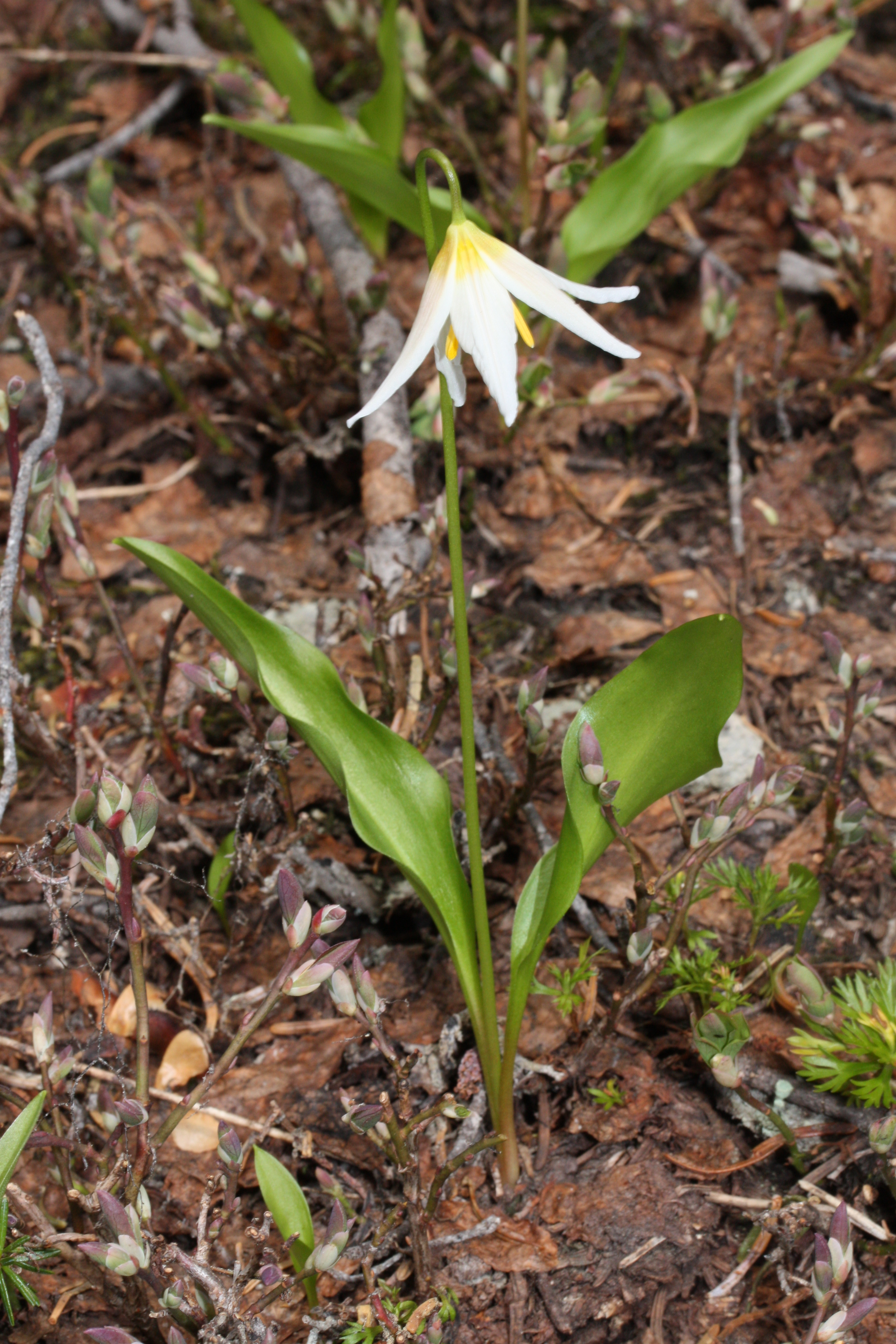
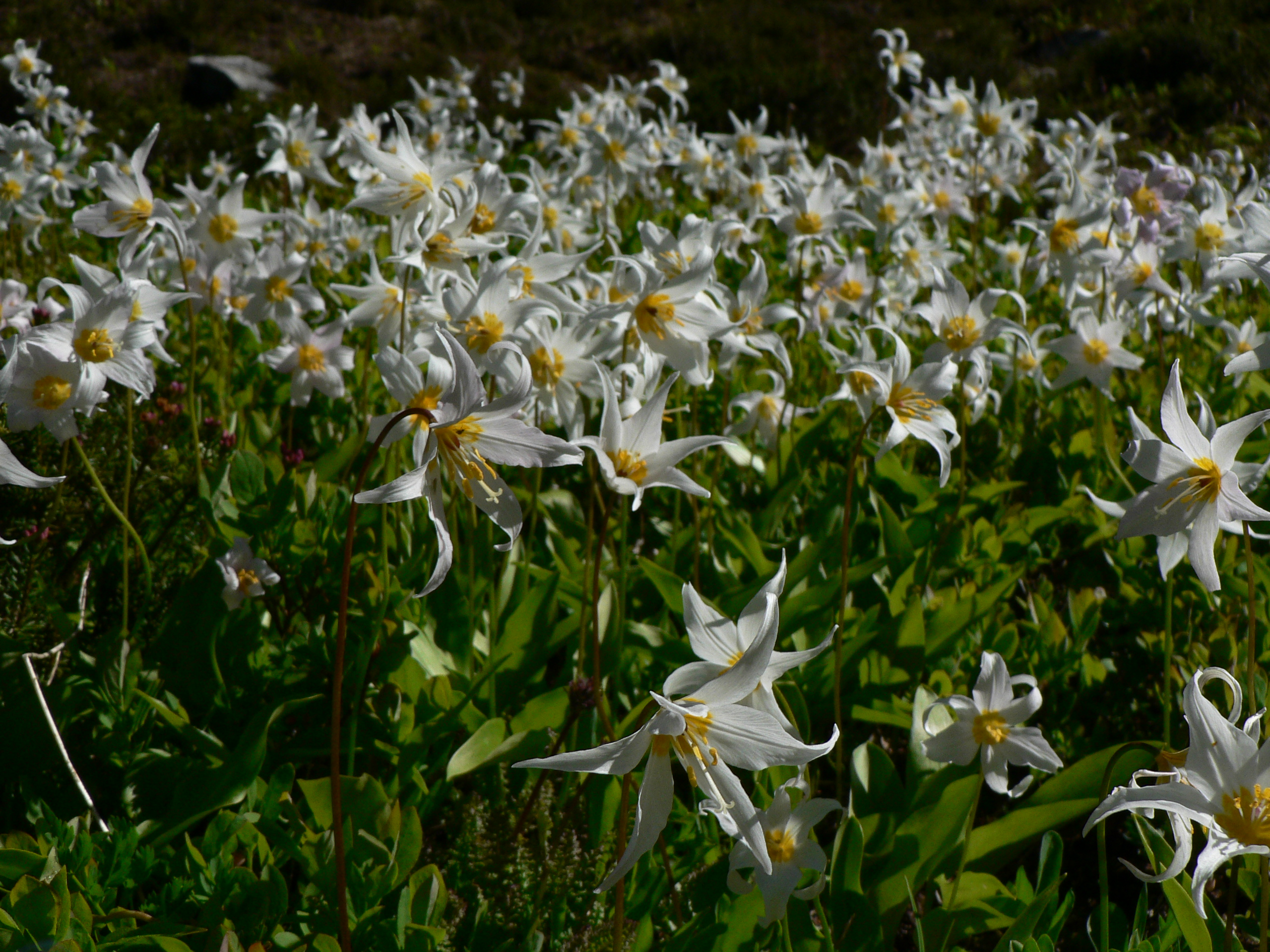
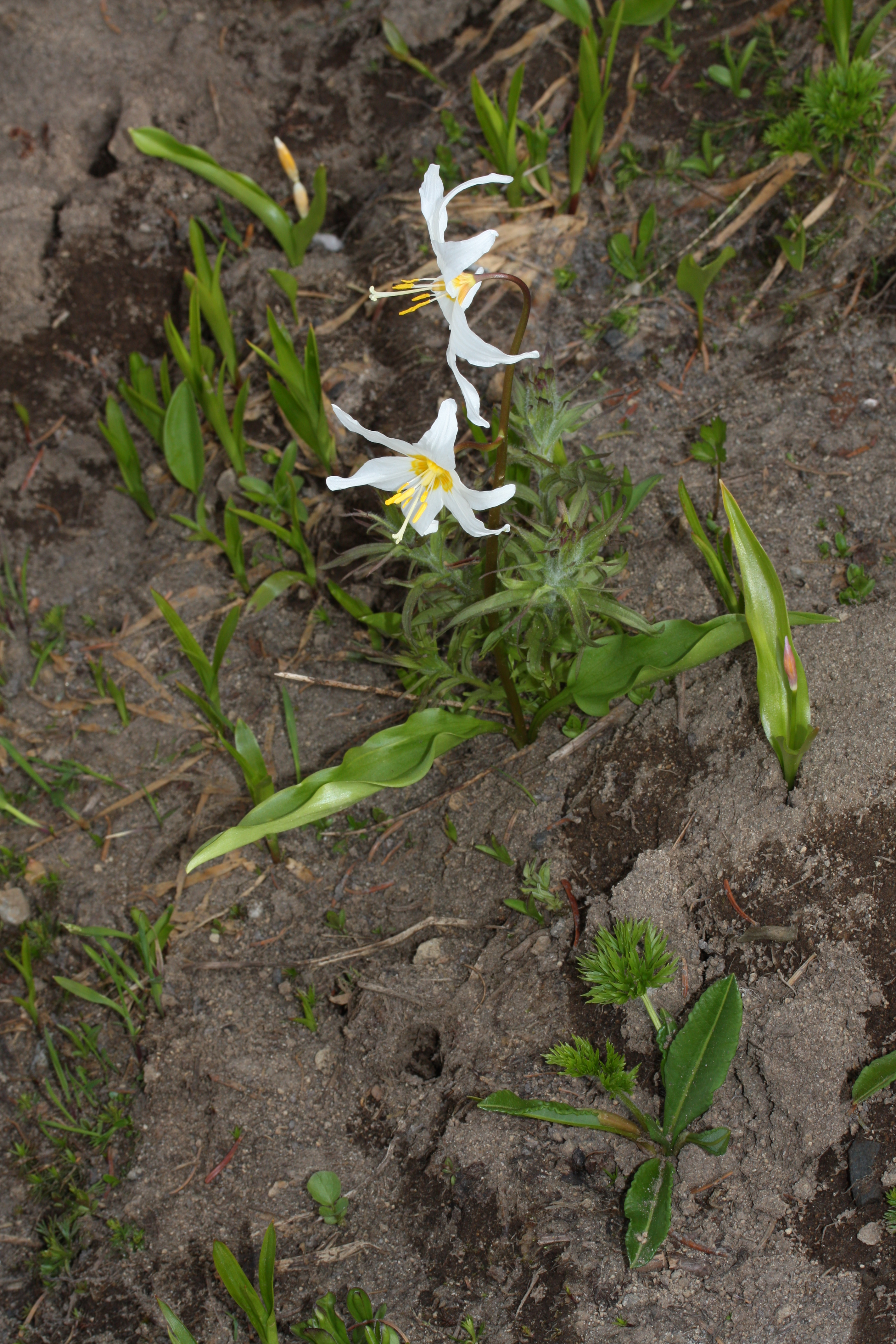
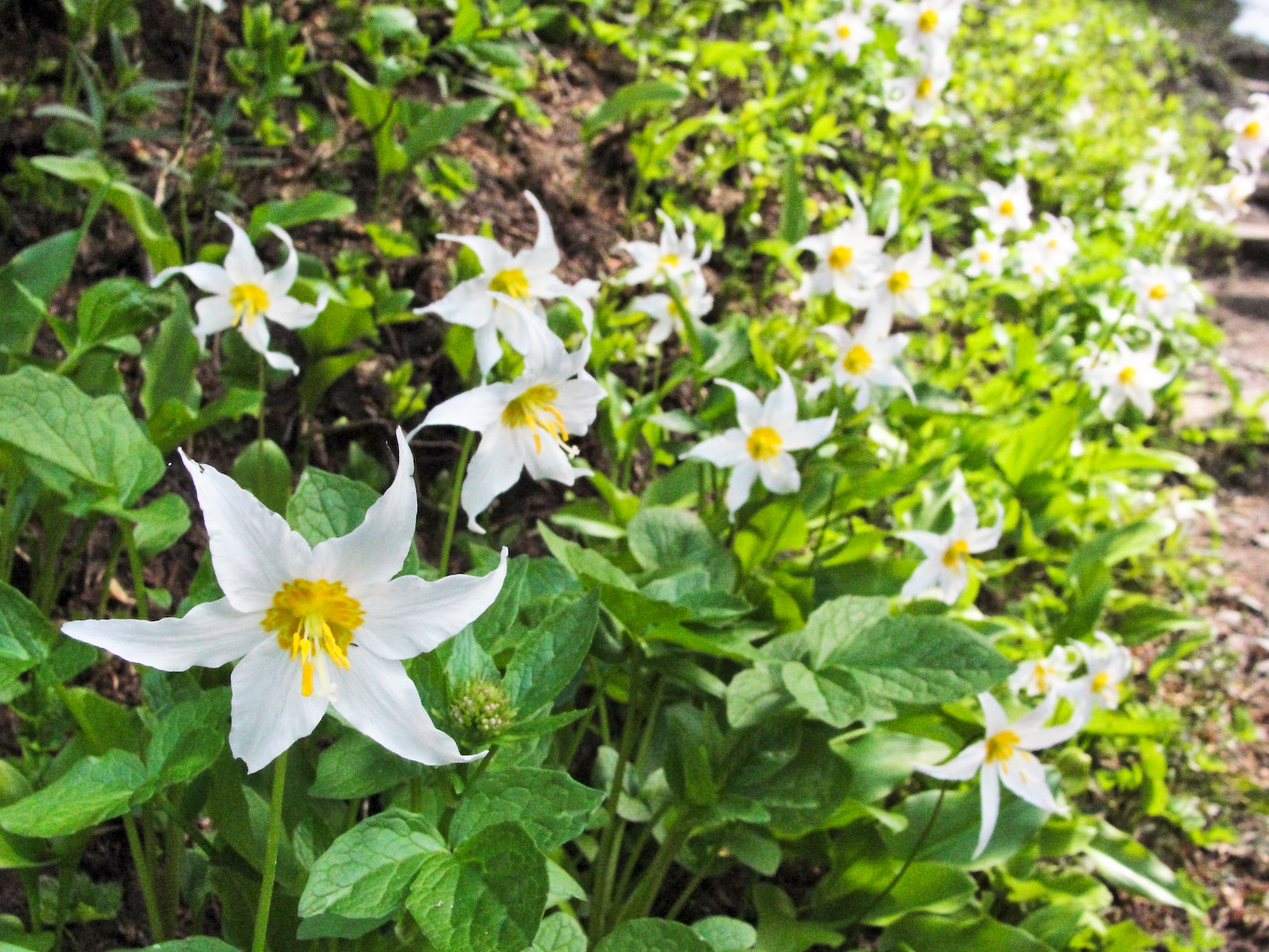
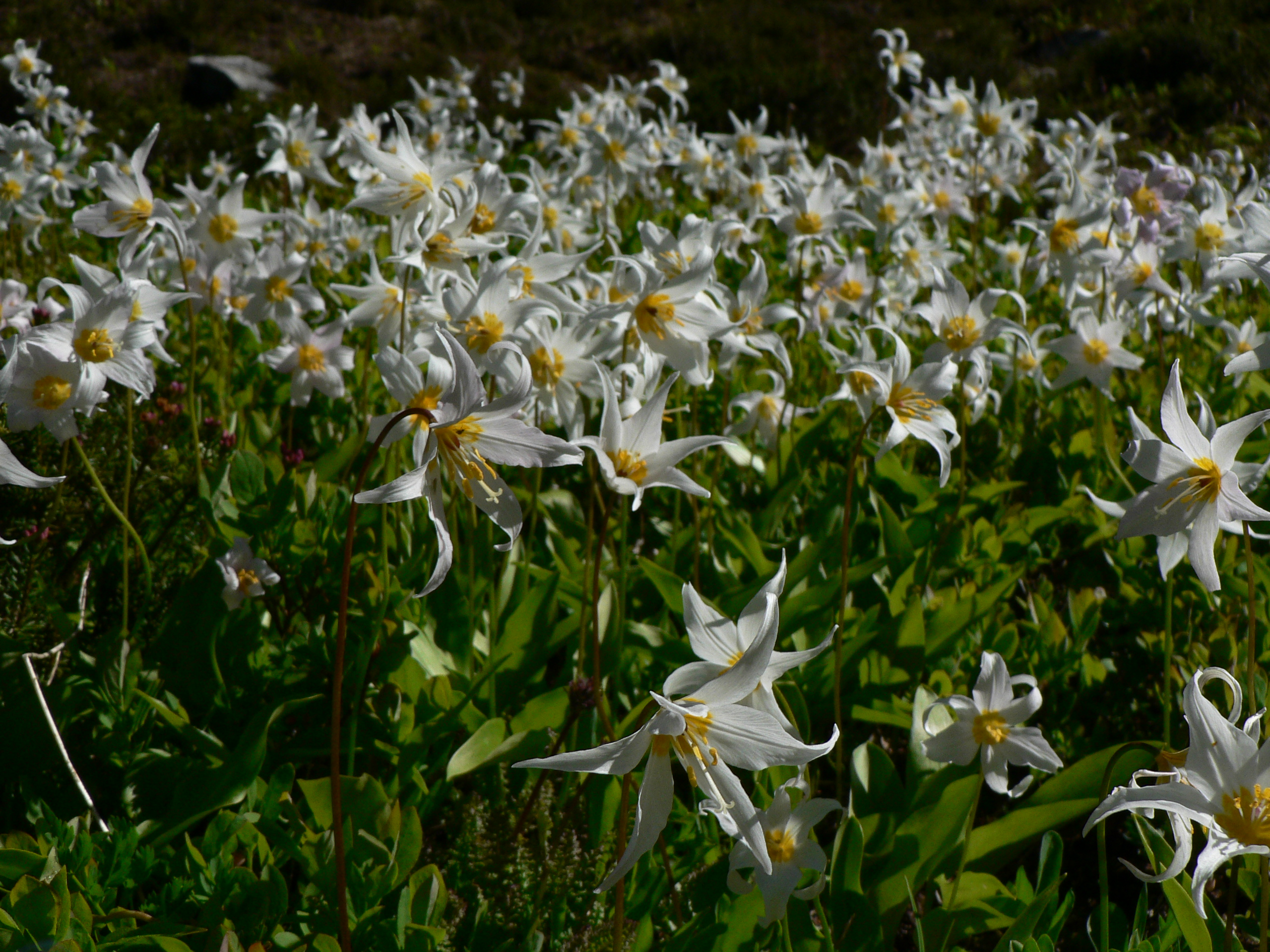